# Diffun
Diffun è una municipalità di terza classe delle Filippine, situata nella Provincia di Quirino, nella regione della Valle di Cagayan.
Diffun è formata da 33 baranggay:
- Aklan Village
- Andres Bonifacio (Pob.)
- Aurora East (Pob.)
- Aurora West (Pob.)
- Baguio Village
- Balagbag
- Bannawag
- Cajel
- Campamento
- Diego Silang
- Don Faustino Pagaduan
- Don Mariano Perez Sr.
- Doña Imelda
- Dumanisi
- Gabriela Silang
- Gregorio Pimentel
- Gulac

- Guribang
- Ifugao Village
- Isidro Paredes
- Liwayway
- Luttuad
- Magsaysay
- Makate
- Maria Clara
- Rafael Palma (Don Sergio Osmeña)
- Ricarte Norte
- Ricarte Sur
- Rizal (Pob.)
- San Antonio
- San Isidro
- San Pascual
- Villa Pascua